# Petición de servicio
La petición de servicio (del inglés: service request) es la solicitud formal por parte de un cliente, para la obtención de un servicio.
El servicio responde a dicha solicitud siempre emitiendo un código localizador o ticket de servicio, que entrega al cliente como resguardo e identificación de dicha petición.
El detalle e información registrada conformando una petición de servicio debe ser suficiente para poder prestar eficazmente el servicio.
Los elementos básicos de los que consta son:
- Identificador del Cliente. Conjunto de datos que permiten identificar al cliente y que permitirán al servicio contactar con posteriormente para aportar la respuesta o solución a su petición.
- Clasificación. Valor o conjunto de valores que se usan para clasificar la petición de servicio, dentro del catálogo de servicios. La ausencia de clasificación se entiende como una solicitud fuera de las competencias del servicio y es motivo y detonante del rechazo de prestación de servicio.
- Estampas de tiempo. Son momentos temporales importantes para evaluar el nivel de servicio prestado. Entre los imprescindibles para alimentar métricas e indicadores podemos enumerar: Momento de primer contacto, registro, escalado, solución y cierre.
- Detalle de la solicitud. Información transmitida en lenguaje natural entre la parte peticionaria (cliente) y la parte prestataria (servicio). Es habitual la petición inicial sea enriquecida progresivamente por los operarios del servicio con objeto de ampliar, concretar y detallar todos los aspectos necesarios de la petición de servicio que ayuden a responder eficazmente la petición del cliente.
- Respuesta Final. Mensaje que da fin a la petición de servicio y que es transmitida al solicitante en el momento de solución. Momento en que se da por transmitido el mensaje que da respuesta a la solicitud.